# Jeremy Loops

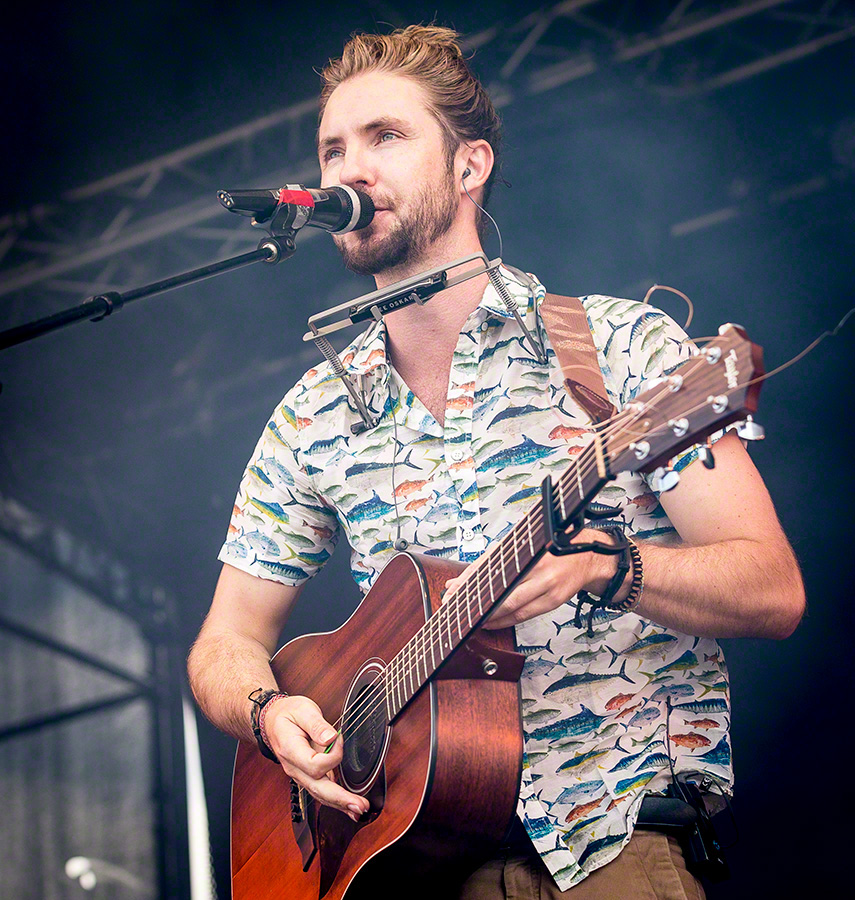
Jeremy Loops (2016)

Jeremy Loops, eigentlich Jeremy Hewitt (* 4. März 1984 in Kommetjie) ist ein südafrikanisch-schweizerischer Singer-Songwriter und Umweltaktivist.

## Leben
Hewitt studierte zunächst an der University of Cape Town Immobilienwirtschaft. Nachdem er mit einem Bsc Honours erfolgreich abgeschlossen hatte, plante er zunächst als Anlageberater Karriere zu machen. Diese Pläne zerschlugen sich allerdings rasch und er bereiste zwei Jahre lang über 20 Länder. In dieser Zeit entstand der Plan, als Singer-Songwriter seinen Lebensunterhalt zu verdienen.
Zusammen mit dem Rapper Motheo Moleko und dem Saxophonisten Jamie Faull veröffentlichte er im Jahr 2014 sein Debütalbum Trading Change. Das Album erreichte nach wenigen Wochen in Südafrika Platz 1 der Charts und wurde mit Gold ausgezeichnet. Für iTunes Südafrika war es zudem das Album des Jahres. Mit den ausgekoppelten Nr. 1-Singles Down South (feat. Motheo Moleko), Skinny Blues und „Sinner“ gelang dem Modern-Folk-Sänger auch der internationale Durchbruch.
Es folgten Einzel-Konzerte und Festival-Auftritte in den Vereinigten Staaten und Europa. Bei den MTV Africa Music Awards 2015 gewann er den Best Pop & Alternative Award, bei den South African Music Awards wurde er zweimal nominiert, u. a. als bester Newcomer. Außerdem erhielt er den MK Award als bester Live Act.
Nach der Mitte Oktober startenden US-Tour im Vorprogramm der kalifornischen World Music-Band Rebelution trat er auch als Vorband des Nummer-1-Indie-Pop-Duos Twenty One Pilots in Europa auf. Die letzten drei Shows der Tour wurden jedoch aufgrund der Terroranschläge in Paris kurzfristig abgesagt.
Im Januar 2016 startete er seine erste eigene Europa-Tour Continental-Drift, die auch mehrere Stationen in Deutschland, Österreich und der Schweiz beinhaltet.
Loops’ Mutter stammt aus der Schweiz, er besitzt auch die Schweizer Staatsbürgerschaft. Er hat zwei Schwestern.

## Musikstil
Loops nimmt seine verschiedenen Soundschleifen mit seiner Loop Station selbst auf und legt diese zu mehreren Layern übereinander. Dieser Musikstil inspirierte ihn zu seinem Künstlernamen.

## Umweltpolitisches Engagement
Im Anschluss an seine Weltreise und seine Rückkehr nach Kapstadt kontaktierte Loops seinen alten Freund Misha Teasdale und engagierte sich für die Kampagne, 1000 Bäume zu pflanzen. Loops ist außerdem Mitbegründer der südafrikanischen Umweltorganisation Greenpop und engagiert sich nach wie vor im Besonderen gegen die Abholzung der Wälder.

## Preise und Auszeichnungen (Auswahl)
- 2013
  - MK Awards: Best Male Artist
- 2014
  - MK Awards: Best Live Act
- 2015
  - MTV Africa Music Awards: Best Pop & Alternative Award

## Diskografie

### Alben
- 2014: Trading Change
- 2018: Critical As Water
- 2022: Heard You Got Love
- 2025: Feathers And Stone

### EPs
- 2011: Jeremy Loops

### Singles
- 2016: Still with Me (mit Cassper Nyovest)
- 2016: See, I Wrote It for You (Sean PM Remix)
- 2017: Waves (ZA: Gold)[13]
- 2017: The Shore (mit Motheo Moleko)
- 2018: Gold
- 2019: My People (mit James Hersey)
- 2022: Better Together (mit Ed Sheeran)

### Gastbeiträge
- 2016: Living in a Paradise (Grassy Spark feat. Jeremy Loops)